# Лада Галина
Лада Галина — криптоним болгарской писательницы, подлинное имя: Ганка Славова Каранфилова (8 февраля 1934, Бургас, Третье Болгарское царство — 31 марта 2015, Вашингтон).
Она родилась в Бургасе и получила образование там же, а также в Димитровграде и в Софийском университете, где изучала болгарскую литературу. Она начала работать в местной газете. Вместе с поэтом Пеньо Пеневым она основала литературное общество. Она вышла замуж за Ефрема Каранфилова, публициста и литературного критика. В 1987 году она приняла участие в Международной писательской программе в Университете Айовы.
Её работы впервые были опубликованы в литературных журналах «Литературен фронт» (впоследствии она стала редактором) и «Народна младеж». Была редактором журнала «Пламък» («Пламя») и издательства Центрального совета болгарских профсоюзов. Она также была главным драматургом государственного театра сатиры.
Позже она переехала в США и основала Болгарский центр образования и культуры в Вашингтоне. Она умерла в реабилитационном центре в Вашингтоне от осложнений после инсульта в возрасте 81 года.

## Избранные произведения
К известным произведениям Лады Галины относятся:
- Другият бряг на залива (Другая сторона залива), рассказы (1963)
- Аерогара (Аэропорт), роман (1965)
- Цветът на изворите (Цвета весны), роман (1966)